# Округ Раковњик
Округ Раковњик (чеш. Okres Rakovník) је округ у Средњочешком крају, у Чешкој Републици. Административно средиште округа је град Раковњик.

## Становништво
Према подацима о броју становника из 2012. године округ је имао 55.498 становника.